# 1992年夏季残疾人奥林匹克运动会阿根廷代表团
1992年夏季残疾人奥林匹克运动会阿根廷代表团是阿根廷派出的1992年夏季残疾人奥林匹克运动会代表团。获得1枚金牌和1枚银牌。